# Gaëtane Verna
Pour les articles homonymes, voir Verna.
Gaëtane Verna est née en 1965 à Kinshasa en République démocratique du Congo de parents haïtiens. Elle est une conservatrice de musée canadienne et est la directrice exécutive du Wexner Center for the Arts à Columbus, Ohio.

## Biographie
Gaëtane Verna est directrice du Power Plant Contemporary Art Gallery à Toronto depuis mars 2012. Elle est titulaire d’une maîtrise et d’un DEA de l’Université Paris I Panthéon Sorbonne ainsi que d’un diplôme international en administration et conservation du patrimoine de l’École nationale du patrimoine de Paris. Gaëtane Verna a enseigné au Département d’histoire de l’art de l’Université Bishop’s à Sherbrooke ainsi qu’à l’Université du Québec à Montréal. 
De 1998 à 2006, elle occupe le poste de conservatrice à la Galerie Foreman de l’Université Bishop’s où elle organise de nombreuses expositions d’artistes du Canada et de l’étranger. Elle est directrice générale et conservatrice en chef du Musée d’art de Joliette de 2006 à 2012. Parmi les artistes avec qui elle collabore depuis 1998 figurent Terry Adkins, John Akomfrah, Vasco Araújo, Fiona Banner, Ydessa Hendeles, Alfredo Jaar, Luis Jacob, Kimsooja, Yam Lau, Oswaldo Maciá, Javier Tellez, Denyse Thomasos, Bill Viola, Young-Hae Chang Heavy Industries et Franz Erhard Walther.  
Gaëtane Verna est présidente du conseil d'administration du Toronto Arts Council. Elle est membre du Conseil des arts de Montréal ainsi que la Présidente des arts visuels depuis 2006. En 2010, elle préside le jury du Prix Ozias-Leduc. En 2017, elle est nommée Chevalier de l'ordre des arts et des lettres par le Service culturel de l'Ambassade de France au Canada pour mettre en lumière et reconnaître sa contribution significative à l'avancement des arts en France et dans le monde.

## Récompenses
- 2018 : Chevalier de l’ordre des arts et des lettres

## Ouvrages
- Gaëtane Verna, Rossitza Daskalova, Makiko Hara, Nadeau, Maria Z. Brendel et Valérie Rousseau, Espaces suspendus, 2001-2002, 2001-2002, (Day, Melissa; Murray, Robert Holland; Stevenson, Sarah; Thibault, Annie; Bouchard, Arthur; Châtigny, Edmond; Côté, Yvon; Fournier, Léo; Héon, Oscar; Hunt, Honoré; Lévesque, Félicien; Villeneuve, Arthur), Lennoxville, Galerie d'art de l'Université Bishop's, 2002 (catalogue).
- Irene F. Whittome, Laurier Lacroix, Gaëtane Verna et Gentiane Bélanger, Conversations adru: Irene F. Whittome : May 12-June 26, 2004, Lennoxville, Foreman Art Gallery of Bishop's University, 2005 (OCLC 60797935)  (ISBN 0973667443).
- Vasco Araújo, Gaëtane Verna, and Eloisa Aquino, Vasco Araújo : avec les voix de l'autre, Joliette, Musée d'art de Joliette, 2012 (OCLC 795624715)  (ISBN 9782921801515).
- Musée d'art de Joliette, Gaëtane Verna, Eve-Lyne Beaudry, et Magalie Bouthillier. Le Musée d'art de Joliette : catalogue des collections. Joliette, Québec, Musée d'art de Joliette, 2012 (OCLC 759030079)  (ISBN 9782921801461).